# Birkirkara Football Club 2020-2021
Questa voce raccoglie le informazioni riguardanti il Birkirkara Football Club nelle competizioni ufficiali della stagione 2020-2021.

## Maglie e sponsor
| Casa | Trasferta |

Sponsor ufficiale: McDonald's

Fornitore tecnico: Adidas

## Rosa
Aggiornata al 19 ottobre 2020.
| N. |                      | Ruolo | Calciatore       |
| -- | -------------------- | ----- | ---------------- |
| 1  | Malta (bandiera)     | P     | Andrew Hogg      |
| 5  | Malta (bandiera)     | D     | Enrico Pepe      |
| 7  | Malta (bandiera)     | A     | Luke Montebello  |
| 8  | Malta (bandiera)     | A     | Paul Mbong       |
| 10 | Malta (bandiera)     | C     | Roderick Briffa  |
| 11 | Malta (bandiera)     | D     | Kurt Zammit      |
| 14 | Malta (bandiera)     | C     | Yankam Yannick   |
| 19 | Malta (bandiera)     | P     | Miguel Spiteri   |
| 20 | Argentina (bandiera) | A     | Federico Falcone |
| 21 | Italia (bandiera)    | D     | Francesco Verde  |

| N. |                      | Ruolo | Calciatore          |
| -- | -------------------- | ----- | ------------------- |
| 22 | Malta (bandiera)     | C     | Cain Attard         |
| 23 | Italia (bandiera)    | D     | Claudio Bonanni     |
| 24 | Brasile (bandiera)   | A     | Caio Henrique       |
| 25 | Argentina (bandiera) | D     | Oscar Carniello     |
| 30 | Brasile (bandiera)   | C     | Renatinho           |
| 77 | Ghana (bandiera)     | D     | Isaac Ntow          |
|    | Francia (bandiera)   | C     | Réginald Mbu Alidor |
|    | Brasile (bandiera)   | A     | Lecão               |
|    | Italia (bandiera)    | P     | Alessandro Guarnone |
|    | Malta (bandiera)     | P     | Amary Sylla         |